# کانتل مدیکال
کانتل مدیکال (انگلیسی: Cantel Medical) شرکت تجهیزات پزشکی آمریکایی است، که در سال ۱۹۶۳ تأسیس شد.